# DIMENSION
DIMENSION（ディメンション）は、日本のフュージョンバンド。所属レコード会社はビーイング、レーベルはZAIN RECORDS。

## メンバー
- 勝田一樹（かつた かずき・サックス）
- 増崎孝司（ますざき たかし・ギター）

ドラムはデビュー以来現在まで固定はしていないが、ライブにおいては当初は石川雅春が、その後大半を元T-SQUAREの則竹裕之が担当している。ベースは当初は青木智仁が主に担当し、青木氏逝去後は2005年〜2008年はレコーディングでは増崎・小野塚のどちらかが兼任し、ライブではグレッグ・リーが担当していた。2009年からはライブは川崎哲平がレギュラーサポートという形で担当している。
2020年2月18日、同日のライブをもって、オリジナルメンバーの小野塚晃（おのづか あきら・キーボード、プログラミング）が脱退した。その後のレコーディングやライブでは主に安部潤やDEZOLVEの友田ジュンがサポートキーボーディストとして参加している。

## 特徴
ビーイングのインストゥルメンタル部隊とも言える存在。多くのインストバンドの例に洩れず、テレビなどで多くの楽曲が使用される。また、メンバーそれぞれ、他のミュージシャンのバックバンドや、スタジオ・ミュージシャンとしても活躍している。メンバー全員で栗林誠一郎のツアーでは、サポートミュージシャンとして出演している傍ら、栗林とトークをする一面を見せたこともあるが、ジョイントライブでやったわけではない。
フュージョン色の強い同グループであるが、下記のアーティストに楽曲提供&サウンドプロデュースを手掛けている。
- 宇徳敬子シングル"不思議な世界"（ZADL-1044 1995年6月15日）
- 青紀ひかりアルバムindigo（GZCB-5001 2004年10月27日）
- 早川えみアルバムYou and Me and Jazz（GZCA-5109 2007年7月11日）
- 森川七月アルバムPRIMAVERA（GZCA-5179 2009年3月25日）

## ディスコグラフィ

### シングル
- ROUND TRIP（1992年8月21日 BVDR-124）

テレビ朝日系プロ野球中継テーマ音楽（1992〜1997年）
STVラジオ「室田智美のミュージックサタデー」オープニングテーマ（2004年〜）

### アルバム
- Le Mans（1992年6月24日 BVCR-9012） ミニアルバム
- FIRST DIMENSION（1993年1月21日 BMCR-6001）
- Second Dimension（1994年8月3日 BMCR-6009）
- Third Dimension（1994年12月16日 BMCR-6015）
- FOURTH DIMENSION（1995年6月21日 BMCR-6017）
- Fifth Dimension（1995年12月2日 BMCR-7003）
- Sixth Dimension "LIVE"（1996年3月23日 BMCR-7004）
- SEVENTH DIMENSION（1996年4月24日 BMCR-7005）
- Eighth Dimension（1996年5月22日 BMCR-7006）
- Ninth Dimension "I is 9th"（1997年3月19日 BMCR-7015）
- TENTH-DIMENSION（1998年4月1日 BMCR-7023）
- 11th Dimension "Key"（1998年11月26日 BMCR-7030）
- 12th Dimension "If"（1999年10月6日 BMCR-7036）
- 13th Dimension "Live Millennium"（2000年3月24日 BMCR-7039-40）
- 14th Dimension "Hearts"（2000年10月25日 BMCR-7045）
- 15th Dimension "Into a new world"（2001年10月24日 BMCR-8001）
- Melody 〜Waltz for Forest〜（2003年4月23日 ZACL-8009）
- complete of DIMENSION at the BEING studio（2003年9月25日 JBCJ-5015）
- Loneliness（2004年12月1日 ZACL-9005）
- IMPRESSIONS（2005年11月16日 ZACL-9006）
- My Rule（2007年4月25日 ZACL-9012）
- 20 -NEWISH-（2007年11月21日 ZACL-9019）
- 21（2008年11月19日 ZACL-9028）
- 22（2009年11月18日 ZACL-9035）
- 23（2010年11月10日 ZACL-9046）
- 24（2011年11月2日 ZACL-9051）
- 25（2012年10月17日 ZACL-9055）
- Ballad（2012年11月28日 ZACL-9062）
- 26（2013年9月18日 ZACL-9066）
- 27（2014年10月15日 ZACL-9077）
- 28（2015年10月14日 ZACL-9088）
- 29（2016年10月26日 ZACL-9094）
- Best Of Best 25th Anniversary（2017年4月26日 ZACL-9095〜9096）
- 30（2017年10月25日 ZACL-9097）
- 31（2020年5月6日 ZACL-9116）
- 32（2021年9月22日 ZACL-9123）
- 33（2022年10月12日 ZACL-9132）

### CD-BOX
- DIMENSION 〜20th Anniversary BOX〜（2012年4月18日 ZACD-1001）

### DVD
- BEST LIVE SELECTIONS 〜10th Anniversary〜（2003年4月23日 ONBD-7026)
- DIMENSION LIVE 2005 IMPRESSIONS TOUR in STB（2006年4月19日 ONBD-7064）
- DIMENSION Live 2012 〜20th Anniversary〜（2013年3月20日 ZABL-5016/17）

### 配信限定
- DIMENSION Live 2009 at Blues Alley Japan

### 参加作品
| 発売日        | 商品名                                                      | 楽曲                                                                                        | 備考 |
| ------------- | ----------------------------------------------------------- | ------------------------------------------------------------------------------------------- | --- |
| 2004年9月22日 | 最遊記 RELOAD･最遊記 RELOAD GUNLOCK ～TV SOUND COLLECTION～ | 三蔵のテーマ 悟空のテーマ 悟浄のテーマ 八戒のテーマ 紅孩児のテーマ 戦闘 荒野の嵐 大河・夕日 | TVアニメのサウンドトラック。 「八戒のテーマ」は、コンピレーションアルバム『AIR JAZZ TOKYO 2006』に「増崎孝司 - Voices」としてLIVEバージョンが収録。のち、増崎の『In and out』に新アレンジバージョンが収録された。 |
| 2005年3月1日  | Fashionable Lounge                                          | Something About You And Me                                                                  | Being系列CoolCityProductionからのコンピレーションアルバム。 『complete of DIMENSION at the BEING studio』に未発表曲として収録されたものと同じ。 |
| 2006年8月9日  | KAORI’S COLLECTION                                          | Se.le.ne                                                                                    | 小林香織セレクトのコンピレーションアルバム。『Fourth Dimension』から1曲収録。 |
| 2007年4月25日 | AIR JAZZ TOKYO 2006                                         |                                                                                             | iTunes StoreのJAZZコーナー（2022年現在は権利の関係か、ほぼ配信終了。増崎のVol.1のみ配信中）でDIMENSION監修によるLIVE音源を配信していたものからの抜粋音源盤。 DIMENSIONとしての演奏収録ではなく、あくまで監修であり、メンバー内外のセッションとなっている。DIMENSION楽曲でも「Something About You And Me」などは増崎・小野塚が演奏しているが勝田は不参加など。 |

## レコーディング参加(全員参加)
- 倉木麻衣「Over The Rainbow（カバー曲、アルバム「ONE LIFE」収録曲）」
- 栗林誠一郎「会わなくてもI Love You」「ONE MORE TIME」「Back To The Summer」「寂しさは秋の色（原曲：WANDS）」「いつでも君を見つめている」「DO WHAT I SEE」「Words」
- Riding「First Riding」「Feelin' High」
- DEEN「雨の六本木」
- 矢嶋良介「いつまでもLover's Day」
- RAMJET PULLEY「blanco」